# Plyustchiella gracilis
Plyustchiella gracilis (лат.) — вид бабочек из семейства древоточцев инфраотряда разнокрылых бабочек, единственный в составе рода Plyustchiella. Туркмения, Узбекистан. Длина заострённого на вершине переднего крыла 9—14 мм, окраска коричневая с чёрным паттерном. Грудь и брюшко густо опушены волосками. От близких родов отличается пёстрым рисунком передних крыльев, очень мелкими размерами, особенностями строения гениталий (длинным очень тонким эдеагусом, формой вальвы и гнатоса, небольшими и слабо заострёнными отростками транстиллы). Имаго летают в пустынях Средней Азии в апреле-июле.
Вид ранее включался в состав рода Holcocerus (под названием Holcocerus gracilis Christoph, 1887), но в 2006 году российским лепидоптерологом Романом Викторовичем Яковлевым (Алтайский государственный университет, Барнаул) был выделен в монотипический род Plyustchiella, названный в честь украинского энтомолога Игоря Г. Плюща (Киев), внёсшего крупный вклад в исследование фауны Центральной Азии.